# Пулгар, Исаак
Исаак Пулгар (Isaac Pulgar; евр. Yitsḥaḳ Polḳar), также Исаак бен-Иосиф ибн Пулгар (англ. Isaac ben Joseph Ibn Pulgar;) или ибн-Пулкар (Ibn Pulkar) и ибн-Полкар (Ibn Polkar, Policar, Polgar), — испано-еврейский философ, поэт и полемист первой половины XIV века.

## Биография
Где жил Пулгар, неизвестно, хотя город Авила указан в конце его перевода «Макасид» аль-Газали. Мог жить и в Бургосе: он был другом Абнера Бургосского, но когда тот после крещения написал Пулгару «Послание о судьбе» антиеврейского толка (евр. «Iggereth ha-Geserah»), ответил ему едкой сатирой в стихах («Iggereth ha-Charofoth»).

## Учение
Защищал галаху, утверждая, что агада не принадлежит к Талмуду.
Один из предметов спора с Абнером Бургосским относился к вопросу о бессмертии индивидуальной души, которую Пулгар отрицал, так как он верил лишь в бессмертие души универсальной.
Высказал взгляд, что (религиозные) законы отнюдь не установлены ради Бога, который не нуждается в них, а ради людей. Поэтому кто соблюдает эти законы, не может ожидать какого-либо вознаграждения в будущем, так как он вознагражден соблюдением законов. Таким образом, вопрос, почему грешники часто счастливы, а набожные несчастны, не имеет значения, потому что добродетель и мудрость содержат счастье в самих себе, в то время как грех и глупость приносят несчастье.

## Труды
- Еврейский перевод «Макасид аль-фаласифа» аль-Газали (1094), где даны основные положения логики, физики и метафизики восточных перипатетиков; закончен в 1307 году[2].
- «Eser ha-Dat» — главный труд Пулгара, полемическое сочинение в пяти книгах, в форме диалогов, перемешанных со стихами:
  - в первой книге автор доказывает превосходство еврейской религии и нападает на отступников и христиан;
  - во второй книге обрушивается на неверующих и скептиков,
  - в третьей — на астрологов,
  - в четвёртой — на тех, кто объясняет Библию в буквальном смысле, и на тех, кто, подобно христианам, объясняют её в аллегорическом смысле,
  - в пятой — на отрицающих бессмертие души.

Вторая книга — диалог между старым приверженцем талмудического иудаизма (Тоrаni) и молодым философом — напечатана в «Тааm Zekenim» Элиезера Ашкенази (Франкфурт-на-М., 1855). В целом Πулгар доказывает превосходство философского иудаизма; его аргументы более ясны в третьей книге, где он нападает на каббалистов, чародеев и мнимых философов. Его критика первых двух категорий была опубликована Исидором Лёбом.
- «Iggeret ha-Charfit» — ответ на «Minchat Kenaoth» Абнера Бургосского; опровержение астрологии на испанском языке;
- стихи (изданы De Rossi, Codices, № 861, 3)[2].